# Eishockey-Oberliga (Österreich) 2010/11
Die Saison 2010/11 der österreichischen Eishockey-Oberliga begann im September 2010. Titelverteidiger wäre der ATSE Graz gewesen, der 2010 die Meisterschaft zum zweiten Mal in Folge seit seiner Neugründung gewonnen hatte. Der ATSE hatte jedoch von seinem Recht zum Aufstieg Gebrauch gemacht und trat in der Saison 2010/11 in der Nationalliga an. Mit dem Farmteam der EC Graz 99ers wurde jedoch dennoch ein Club aus Graz Meister.

## Teilnehmende Mannschaften
Am 11. Juni 2010 wurden die Ergebnisse der Ligasitzung bekanntgegeben. Diesen Gespräche zufolge wird die Oberliga in der Saison 2010/11 mit einer großen Anzahl an Farmteams aus der Bundesliga ausgetragen, wobei diese Farmteams sich zu einem großen Teil aus den U20-Spielern der diversen Mannschaften zusammensetzen sollen. Nicht mehr dabei sind der EC Wels und der Hockeyclub „Die 48er“, die sich aus dem Spielbetrieb zurückgezogen haben.
(gereiht nach Vorjahresplatzierung)
- Kapfenberg Bulls (Trainer: vakant)
- EHC Linz II (Trainer: Dieter Werfring)
- Weiz Bulls (Trainer: Roman Zöbinger)
- EC Oilers Salzburg (Trainer: Manfred Mühllechner)
- EC KAC II (Neu, Farmteam der Bundesligamannschaft)
- EC VSV II (Neu, Farmteam der Bundesligamannschaft)
- EC Graz 99ers II (Neu, Farmteam der Bundesligamannschaft)
- Vienna Capitals II (Neu, Farmteam der Bundesligamannschaft)

### Der Ausstieg des EV Zeltweg
Durch den Aufstieg des ATSE Graz schrumpfte das Teilnehmerfeld auf sieben Mannschaften zusammen. Anfang April wurden Berichte über große Probleme beim EV Zeltweg veröffentlicht: dort wurde Obmann Robert Weber beschuldigt, insgesamt 700.000 bis 800.000 Euro aus Geldern der Gemeinde Zeltweg zur Finanzierung ausstehender Rechnungen des Vereins abgezweigt zu haben. Der EV Zeltweg gab infolge der Ereignisse am 11. Mai 2010 eine Pressemitteilung heraus, wonach der Verein aufgrund des hohen Schuldenstandes den Konkurs angemeldet habe, womit auch der Betrieb einer Kampfmannschaft in der Oberliga nicht mehr möglich war. Die Jugendabteilungen des Clubs sollten jedoch durch die Neugründung eines eigenen Vereins gesichert werden. Ende Mai wurde bekannt, dass die Ausstände des Vereins zwischen einer und zwei Millionen Euro betragen sollen. Da außerdem Spieler aus illegalen Zuwendungen heraus bezahlt wurden, sind weitere Forderungen nicht ausgeschlossen.

## Modus
Gespielt wird im Grunddurchgang eine dreifache Hin- und Rückrunde, wobei beim dritten Durchgang das Heimrecht nach der besseren Platzierung aus den beiden ersten Durchgängen vergeben wird. Anschließend folgen die Playoffs, für die alle acht Mannschaften qualifiziert sind, und die in Form von Viertelfinale, Halbfinale und Finale im Modus Best of Five ausgetragen werden.
Die Saison begann am 22. September 2010.

## Grunddurchgang

### Tabelle nach 14 Runden
Die erste Phase des Grunddurchgangs endete mit der 14. Runde am 23. Dezember 2010. Das Teilnehmerfeld zeigte ein recht großes Leistungsgefälle, jedoch verteilten sich die Farmteams und die regulären Mannschaften relativ gleichmäßig über die Tabellenränge. Neben dem Spitzenreiter Kapfenberg Bulls konnten sich insbesondere die Nachwuchsteams der Graz 99ers und des EC VSV eine gute Bilanz erspielen, während insbesondere der EC KAC und der EHC Linz mit Problemen zu kämpfen hatten. Während die Klagenfurter jedoch ihre Leistung stabilisieren konnten und den Abstand zu den vorderen Rängen nach und nach verringerten, verloren die Linzer im Verlauf des Grunddurchgangs den Anschluss und konnten in der zweiten Saisonhälfte nur ein Spiel gegen die 99ers durch eine Strafverifizierung für sich verbuchen. Die Salzburg Oilers, die die Premierensaison im Vorjahr noch mit dem letzten Rang abgeschlossen hatten, etablierten sich im Mittelfeld.
| Rang | Team               | Spiele | S  | N  | SNV | NNV | SNP | NNP | Tore  | TVH | Punkte |
| ---- | ------------------ | ------ | -- | -- | --- | --- | --- | --- | ----- | --- | ------ |
| 1    | Kapfenberg Bulls   | 14     | 10 | 4  | 0   | 1   | 1   | 0   | 58:40 | +18 | 30     |
| 2    | Graz 99ers II      | 14     | 8  | 6  | 0   | 0   | 0   | 2   | 53:28 | +25 | 26     |
| 3    | EC VSV II          | 14     | 8  | 6  | 0   | 1   | 1   | 0   | 47:42 | +5  | 24     |
| 4    | EC Oilers Salzburg | 14     | 8  | 6  | 2   | 0   | 0   | 1   | 42:47 | −5  | 23     |
| 5    | Vienna Capitals II | 14     | 7  | 7  | 0   | 0   | 1   | 1   | 43:49 | −6  | 21     |
| 6    | Weiz Bulls         | 14     | 7  | 7  | 0   | 1   | 2   | 0   | 56:51 | +5  | 20     |
| 7    | EC KAC II          | 14     | 5  | 9  | 1   | 0   | 0   | 1   | 38:52 | −14 | 15     |
| 8    | EHC Linz II        | 14     | 3  | 11 | 0   | 0   | 1   | 1   | 37:65 | −28 | 9      |

### Endstand des Grunddurchgangs
Anhand des Tabellenstandes nach vierzehn Spieltagen bzw. einer Hin- und Rückrunde wurde das Heimrecht für die letzte Hinrunde vergeben. Das Bild in der Tabelle blieb im Wesentlichen unverändert, wenngleich der VSV dank sechs Siegen aus den sieben Begegnungen den zweiten Platz erobern konnten. Die Capitals überholten knapp die Salzburg Oilers und sicherten sich damit das Heimrecht für die erste Playoff-Runde.
| Rang | Team               | Spiele | S  | N  | SNV | NNV | SNP | NNP | Tore   | TVH | Punkte |
| ---- | ------------------ | ------ | -- | -- | --- | --- | --- | --- | ------ | --- | ------ |
| 1    | Kapfenberg Bulls   | 21     | 15 | 6  | 0   | 1   | 2   | 0   | 92:60  | +32 | 44     |
| 2    | EC VSV II          | 21     | 14 | 7  | 0   | 1   | 1   | 0   | 75:55  | +20 | 42     |
| 3    | EC Graz 99ers II   | 21     | 10 | 11 | 0   | 0   | 0   | 3   | 72:54  | +18 | 33     |
| 4    | Vienna Capitals II | 21     | 11 | 10 | 0   | 0   | 1   | 1   | 70:67  | +3  | 33     |
| 5    | EC Salzburg Oilers | 21     | 11 | 10 | 2   | 0   | 0   | 1   | 60:71  | −11 | 32     |
| 6    | Weiz Bulls         | 21     | 10 | 11 | 0   | 2   | 3   | 0   | 82:82  | +0  | 29     |
| 7    | EC KAC II          | 21     | 8  | 13 | 1   | 0   | 0   | 2   | 61:80  | −19 | 25     |
| 8    | EHC Linz II        | 21     | 5  | 16 | 1   | 0   | 1   | 1   | 57:100 | −43 | 14     |

### Statistiken
| Topscorer | Topscorer          | Topscorer  | Topscorer | Topscorer | Topscorer | Topscorer | Topscorer | Topscorer | Topscorer | Topscorer |
| Rang      | Spieler            | Team       | GP        | G         | A         | PTS       | PIM       | PPG       | SHG       | GWG       |
| --------- | ------------------ | ---------- | --------- | --------- | --------- | --------- | --------- | --------- | --------- | --------- |
| 1         | René Wilding       | Weiz       | 21        | 7         | 30        | 37        | 40        | 1         | 1         | 0         |
| 2         | Michael Schmieder  | Kapfenberg | 20        | 16        | 17        | 33        | 54        | 6         | 0         | 3         |
| 3         | Christian Schablas | Kapfenberg | 14        | 13        | 17        | 30        | 71        | 3         | 1         | 3         |
| 4         | Mario Seidl        | Capitals   | 17        | 11        | 17        | 28        | 91        | 4         | 0         | 1         |
| 5         | Manuel Laritz      | Graz       | 21        | 9         | 19        | 28        | 70        | 2         | 0         | 2         |
| 6         | Gerald Marchl      | Weiz       | 16        | 12        | 14        | 26        | 18        | 1         | 1         | 1         |
| 7         | Jürgen Schober     | Kapfenberg | 16        | 11        | 14        | 25        | 38        | 4         | 0         | 3         |
| 8         | Dominik Kügerl     | Kapfenberg | 21        | 9         | 15        | 24        | 12        | 3         | 0         | 1         |
| 9         | Patrick Fichtner   | Capitals   | 16        | 10        | 13        | 23        | 37        | 4         | 1         | 1         |
| 10        | Petr Watzke        | Weiz       | 21        | 14        | 7         | 21        | 61        | 4         | 0         | 3         |

| Torhüter | Torhüter              | Torhüter   | Torhüter | Torhüter | Torhüter | Torhüter | Torhüter | Torhüter | Torhüter | Torhüter | Torhüter | Torhüter | Torhüter |
| Rang     | Spieler               | Team       | GP       | MIP      | GA       | GAA      | SOG      | SVS      | SVS%     | SO       | W        | L        | OTL      |
| -------- | --------------------- | ---------- | -------- | -------- | -------- | -------- | -------- | -------- | -------- | -------- | -------- | -------- | -------- |
| 1        | Oliver Zirngast       | Graz       | 8        | 461      | 16       | 2.08     | 223      | 207      | 92.83    | 1        | 3        | 2        | 1        |
| 2        | Thomas Dechel         | Capitals   | 11       | 641      | 28       | 2.62     | 345      | 317      | 91.88    | 2        | 8        | 3        | 0        |
| 3        | Florian Goriupp       | Graz       | 6        | 281      | 12       | 2.56     | 146      | 134      | 91.78    | 1        | 4        | 1        | 1        |
| 4        | Lorenz Hirn           | Linz       | 9        | 482      | 26       | 3.24     | 308      | 282      | 91.56    | 0        | 3        | 6        | 0        |
| 5        | Manuel Skacal         | VSV        | 9        | 542      | 21       | 2.32     | 246      | 225      | 91.46    | 1        | 5        | 3        | 1        |
| 6        | David Koren           | Graz       | 7        | 394      | 17       | 2.59     | 187      | 171      | 91.44    | 1        | 3        | 3        | 1        |
| 7        | Robin Bauer           | Kapfenberg | 20       | 1211     | 56       | 2.77     | 572      | 516      | 90.21    | 0        | 14       | 5        | 1        |
| 8        | Stefan Quintus        | Salzburg   | 21       | 1263     | 71       | 3.37     | 719      | 648      | 90.13    | 0        | 11       | 9        | 1        |
| 9        | Philipp Meichernitsch | Weiz       | 18       | 1099     | 69       | 3.77     | 676      | 607      | 89.79    | 1        | 9        | 8        | 1        |
| 10       | Philipp Allmaier      | KAC        | 8        | 478      | 27       | 3.39     | 260      | 233      | 89.62    | 1        | 3        | 5        | 0        |

## Playoffs

### Play-off-Baum
| Viertelfinale | Viertelfinale      | Viertelfinale      |   |                    | Halbfinale | Halbfinale | Halbfinale |  |  | Finale | Finale | Finale |
|               |                    |                    |   |                    |            |            |            |  |  |        |        |        |
| 1             | Kapfenberg Bulls   | 3                  |   |                    |            |            |            |  |  |        |        |        |
| 8             | EHC Linz II        | 0                  |   |                    |            |            |            |  |  |        |        |        |
| 8             | EHC Linz II        | 0                  | 1 | Kapfenberg Bulls   | 3          |            |            |  |  |        |        |        |
|               |                    |                    | 1 | Kapfenberg Bulls   | 3          |            |            |  |  |        |        |        |
|               | 4                  | Vienna Capitals II | 0 |                    |            |            |            |  |  |        |        |        |
| 4             | 4                  | Vienna Capitals II | 0 | Vienna Capitals II | 3          |            |            |  |  |        |        |        |
| 4             |                    |                    |   | Vienna Capitals II | 3          |            |            |  |  |        |        |        |
| 5             | EC Oilers Salzburg | 0                  |   |                    |            |            |            |  |  |        |        |        |
| 5             | EC Oilers Salzburg | 0                  | 1 | Kapfenberg Bulls   | 1          |            |            |  |  |        |        |        |
|               |                    |                    |   | Kapfenberg Bulls   | 1          |            |            |  |  |        |        |        |
|               | 3                  | Graz 99ers II      | 3 |                    |            |            |            |  |  |        |        |        |
| 2             | 3                  | Graz 99ers II      | 3 | EC VSV II          | 3          |            |            |  |  |        |        |        |
| 2             |                    |                    |   | EC VSV II          | 3          |            |            |  |  |        |        |        |
| 7             | EC KAC II          | 1                  |   |                    |            |            |            |  |  |        |        |        |
| 7             | EC KAC II          | 1                  | 2 | EC VSV II          | 2          |            |            |  |  |        |        |        |
|               |                    |                    | 2 | EC VSV II          | 2          |            |            |  |  |        |        |        |
|               | 3                  | Graz 99ers II      | 3 |                    |            |            |            |  |  |        |        |        |
| 3             | 3                  | Graz 99ers II      | 3 | Graz 99ers II      | 3          |            |            |  |  |        |        |        |
| 3             |                    |                    |   | Graz 99ers II      | 3          |            |            |  |  |        |        |        |
| 6             | Weiz Bulls         | 0                  |   |                    |            |            |            |  |  |        |        |        |

### Einzelergebnisse Viertelfinale
| Serie                                           | Endstand | Spiel 1             | Spiel 2                             | Spiel 3                             | Spiel 4             | Spiel 5 |
| ----------------------------------------------- | -------- | ------------------- | ----------------------------------- | ----------------------------------- | ------------------- | ------- |
| Kapfenberg Bulls (1) – EHC Linz II (8)          | 3:0      | 6:1 (2:1, 3:0, 1:0) | 1:0 (0:0, 0:0, 1:0)                 | 13:2 (5:1, 2:1, 6:0)                | –                   | –       |
| EC VSV II (2) – EC KAC II (7)                   | 3:1      | 2:0 (1:0, 1:0, 0:0) | 1:2 (1:0, 0:1, 0:1)                 | 6:1 (3:0, 2:1, 1:0)                 | 6:3 (1:1, 4:0, 1:2) | –       |
| EC Graz 99ers II (3) – Weiz Bulls (6)           | 3:0      | 5:3 (2:1, 2:1, 1:1) | 4:3 n. P. (1:1, 2:1, 0:1, 0:0, 1:0) | 3:2 n. P. (0:1, 1:0, 1:1, 1:0, 0:0) | –                   | –       |
| Vienna Capitals II (4) – EC Oilers Salzburg (5) | 3:0      | 4:0 (2:0, 1:0, 1:0) | 5:3 (0:0, 2:1, 3:2)                 | 5:2 (1:1, 1:1, 3:0)                 | –                   | –       |

### Einzelergebnisse Halbfinale
| Serie                                         | Endstand | Spiel 1             | Spiel 2             | Spiel 3                             | Spiel 4                             | Spiel 5             |
| --------------------------------------------- | -------- | ------------------- | ------------------- | ----------------------------------- | ----------------------------------- | ------------------- |
| Kapfenberg Bulls (1) – Vienna Capitals II (4) | 3:0      | 5:2 (1:1, 1:0, 3:1) | 4:2 (0:1, 2:0, 2:1) | 3:2 n. V. (0:0, 1:1, 1:1, 1:0)      | –                                   | –                   |
| EC VSV II (2) – EC Graz 99ers II (3)          | 2:3      | 3:4 (1:3, 1:0, 1:1) | 7:1 (1:0, 2:0, 4:1) | 4:5 n. P. (2:1, 1:2, 1:1, 0:0, 0:1) | 5:4 n. P. (2:1, 1:0, 1:3, 0:0, 1:0) | 1:3 (0:3, 1:0, 0:0) |

### Einzelergebnisse Finale
| Serie                                       | Endstand | Spiel 1             | Spiel 2             | Spiel 3                             | Spiel 4             | Spiel 5 |
| ------------------------------------------- | -------- | ------------------- | ------------------- | ----------------------------------- | ------------------- | ------- |
| Kapfenberg Bulls (1) – EC Graz 99ers II (3) | 1:3      | 1:2 (0:1, 0:1, 1:0) | 3:6 (1:1, 1:1, 1:4) | 4:3 n. P. (1:2, 0:0, 2:1, 0:0, 1:0) | 1:3 (0:1, 0:2, 1:1) | –       |

## Kader des Oberliga-Meisters
| Oberliga-Meister EC Graz 99ers II | Torhüter: Martin Iberer, Maximilian Schanza, Mario Still, Oliver Zirngast Verteidiger: Jurica Bednjanec, Marco Dallago, Matiss Gelazis, Nino Jus, Gilbert Lehmann, Robert Lembacher, Manuel Oberleitner, Lukas Peicha, Nico Pohl Angreifer: Luca Dallago, Michael Eichlseder, Manuel Ganahl, Daniel Gratzer, Florian Gundel, Leon Konecney, Simon Kumposcht, Florian Lang, Manuel Laritz, Thomas Mader, Moritz Mayer, Kevin Moderer, Daniel Natter, Michael Ortner, Mario Pietschnig, Marco Quinz, Philipp Reissner, Lukas Rozner, Jonas Schuller, Marco Schörkmayer, Max Wilfan, Zintis Nauris Zushevics Cheftrainer: |